# Darkhold
El Darkhold, también conocido como El Libro de los Pecados o El Libro de los condenados, es un libro ficticio (un grimorio) que aparece en los cómics estadounidenses publicados por Marvel Comics. Es una colección de pergaminos encuadernados en hierro que contienen el conocimiento mágico recopilado del anciano dios convertido en el demonio Chthon, el primer practicante de magia oscura. 
El Darkhold ha aparecido en las series de televisión de Marvel Cinematic Universe Agents of S.H.I.E.L.D. (temporada 4; 2016 - 2017), Runaways (temporada 3; 2019), WandaVision (2021), la película Doctor Strange en el multiverso de la locura (2022) y en la nueva serie Agatha All Along (2024).

## Historial de publicaciones
El Darkhold fue creado por el escritor Gerry Conway y el artista Mike Ploog. El Darkhold se mencionó por primera vez en Marvel Spotlight # 3 (mayo de 1972), pero se mostró por primera vez en Marvel Spotlight # 4 (junio de 1972). El libro apareció posteriormente en Werewolf by Night # 1 (septiembre de 1972) y Marvel Chillers # 3 (febrero de 1976).
El cómic de la serie Darkhold: Pages from the Book of Sins (páginas del Libro de los Pecados), fue publicado por 16 números, desde octubre de 1992 hasta enero de 1994.
El Darkhold recibió una entrada en el Official Handbook of the Marvel Universe Update '89 #2 (Manual Oficial del Universo Marvel, Actualización '89 #2).

## Historia del libro ficticio

### Origen
Chthon, un dios Anciano demoníaco que fue el primer practicante de magia negra de la Tierra, fue el autor principal del Darkhold. Siendo académico, Chthon escribió todo su conocimiento de la magia en los rollos de hierro que sirvieron como la primera forma de Darkhold. Permaneció como Darkhold después de que la mayoría de los Dioses Ancianos demoníacos fueron asesinados por el Demogorge a excepción de Chthon y Set. El poder del Darkhold es tan grande que tomó la fuerza combinada y la voluntad de ambas, Merlín y San Brendan para contenerla. Incluso juntos, no pudieron destruirlo ni su poder. Mordred también parecía creer que el uso del Darkhold le otorgaría la fuerza suficiente para desafiar a Merlín.

### Primer vampiro
Los humanos primero encontraron el Darkhold durante el tiempo antes de que Atlantis se hundiera en el océano. Cuando Kull mató a Thulsa Doom, los seguidores de Doom, los Darkholders, usaron Darkhold para crear al primer vampiro, Varnae, que murió debido a las heridas sufridas en la batalla con Kull. Varnae consumió a uno de los Darkholders que intentó comandarlo, y comenzó a crear otros vampiros. Algunos Oscuros sobrevivientes lograron escapar con el Darkhold antes de que Atlantis se hundiera.
Cuando la Atlántida se hundió, Varnae entró en hibernación y no revivió hasta alrededor del año 10.000 aC Descubrió que algunos pergaminos de Darkhold habían quedado en las Montañas Llameantes de Khorasha. Varnae intentó recuperar estos pergaminos, ahora vinculados a "The Iron-Bound Book Of Skelos". En un altercado con Conan, Red Sonja y el hechicero Zula, Varnae controlaba a humanoides parecidos a los murciélagos llamados los Afterlings. Zula usó un hechizo de Darkhold/ Chthon se desplaza contra Varnae, recitando, "Shemek Iref Wenek Tjhen Inek It-Ek Chthon Djedeni Emm-Maat Wenen Taeei Hemet Ankh-Ek Isheset Antioo Djedte Nes Sep Iree Nen Renek Anhkhu Wi-Im Valka!" Luego señaló: "Lamento que el conjuro haya terminado donde lo hizo, y solo hirió a Lord Varnae, en lugar de destruirlo". Para Zula, las palabras aparecieron en Stygian, pero se sabía desde hacía tiempo que Chthon había lanzado un hechizo que haría que Darkhold pareciera inteligible en cualquier idioma. En cualquier caso, Varnae huyó.

### Red Sonja
Zula también usó el Darkhold contra el brujo Set-worshiping Thugra Khothan. Más tarde Red Sonja y Zula viajaron a Zamboula, Zamboula sirviendo como la parte occidental del imperio de Turanian. Totrasmek, el sacerdote de la deidad Hanuman (nótese que los hindúes también adoran a una deidad simiesca llamada Hanuman), entró en posesión del Desplazamiento de Chthon / Darkhold. Totramesk había estado buscando durante años del Darkhold. Zula recuperó el Darkhold y usó los rollos para transportarse a sí mismo y a Sonja. Zula notó que el rollo desapareció como resultado del hechizo.
Los historiadores posteriores en el Vaticano notarían que en algún punto los rollos de Darkhold fueron llevados al Este durante la Era Hiboria.

### Morgan Le Fay
Después de la era de Hiboria, los egipcios, los babilonios y los hebreos llegaron a poseer los rollos de Darkhold. Morgan le Fay encuadernó los rollos en forma de libro por primera vez alrededor del siglo VII. Es alrededor de esta época que fueron traducidos de la escritura arcana de Chthon al latín. Santo Brendan los rompió. Numerosas páginas de Darkhold han sido esparcidas por todo el mundo por cultos de Darkholders adoradores de Chthon. El uso de una página de Darkhold convocaría a Darkhold Dwarf, un subordinado o manifestación de Chthon, que intentaría manipular y corromper el invocador de la página.
En el siglo XII, un monje herético llamado Aelfric había reformado el Darkhold. Este monje fue quemado en la hoguera, el Darkhold con él. El Darkhold se reformó y fue comprado por un comerciante, que luego fue asesinado. En el siglo XVII, el Vaticano llegó a poseer el Darkhold. Drácula envió a un ladrón para que se lo comprara, pero Cagliostro mató al ladrón y lo tomó por sí mismo.
En algún momento, el vampiro Lord Ruthven pudo haber poseído el Darkhold.

### Hombres Lobo
El Darkhold también fue responsable de la maldición del hombre lobo; un hombre del siglo XVIII llamado Grigori Russoff había sido contaminado por el Darkhold, y posteriormente fue mordido por un hombre lobo que sirvió a Drácula. Grigori pasó esta maldición de licantropía a sus descendientes, incluyendo finalmente a Gregor Russoff y su hijo Jacob Russoff. Tabú, el hechicero, afirma haber encontrado el Darkhold en un antiguo castillo de los Balcanes. Solía burlarse de Gregor Russoff con una posible cura.
Gregor Russoff llegó a poseer el Darkhold. Más tarde copiaría gran parte de su contenido en el diario de su antecesor, y lo usó como un diario para él. Las cuentas varían en cuanto a cómo llegó a poseerlo. Algunos dicen que lo compró, mientras que otros dicen que lo tomó del hechicero Taboo. Dos cuentas dicen que Russoff lo compró. En cualquier caso, cuando leyó sobre el origen de la licantropía en el Darkhold, Gregor Russoff (cuyo antepasado Grigori había sido un hombre lobo) también contrató la licantropía. Durante este tiempo, Drácula siguió a Russoff.
Gregor Russoff intentó criar a Chthon esperando que pudiera curarlo de la licantropía. Al parecer, Chthon aparentemente mató a Russoff, aunque evidentemente Russoff revivió de alguna manera. El Alto Evolucionador y Magnus lograron vencer a Chthon en este punto. Presumiblemente, el revivido Gregor Russoff recuperó el Darkhold y de alguna manera logró ocultar sus actividades del Alto Evolucionador y Magnus por algún tiempo. Luego fue asesinado por los aldeanos no antes de aproximadamente 20 años atrás.
Más tarde, el hijo de Russoff, Jack, también se convirtió en un hombre lobo. Recuperando el Darkhold de Miles Blackgar, se lo dio a un padre Jacquez para traducir. El fantasma de Aelfric poseía a Jacquez. Al final de esta lucha, Russoff pensó incorrectamente que el Darkhold fue destruido. Más tarde, Russoff viajó a Transilvania con la mujer india Topaz para visitar a Russoff Manor. Allí encontraron el diario de Gregor Russoff. Drácula llegó a poseer el diario, pero lo dejó atrás en una tormenta de nieve en los Alpes una vez que se enteró de que el diario contenía una copia de la fórmula Montesi para destruir vampiros. Morgan Le Fay más tarde recuperó el diario.
En algún momento, el Doctor Doom encontró una parte del Darkhold que le permitió lanzar un hechizo para acceder al Limbo de Belasco. También en algún momento, Mephisto encarceló a un demonio llamado Darklove en una página de Darkhold.

### Marvel Zombies
El Darkhold desempeñó un papel en el quinta serie de Marvel Zombies, específicamente en el tercer número. En esta serie, Machine Man y Howard el pato (del universo primario de Marvel) y Jackie Kane (de Tierra-483) viajan entre dimensiones para recolectar muestras de los diversos virus zombis con el fin de desarrollar una cura. En este número, viajan a un universo que contiene zombis apodado "Raimis" (una referencia a las películas Evil Dead de Sam Raimi). En este universo, sin embargo, los zombis están controlados por el Darkhold en lugar de por el Necronomicon Ex-Mortis, que es cómo se controlan en la serie de películas.

### Más tarde apariciones
Carnage fue aumentado por Darkhold y tuvo éxito en resucitar a Chthon, pero fueron derrotados por el Symbiote Task Force (compuesto por John Jameson, Eddie Brock como Toxin, Claire Dixon y Jubil van Scotter).
Durante la historia del Imperio Secreto, el Barón Helmut Zemo usó el Darkhold en Blackout para aumentar sus poderes lo suficiente como para que las sombras del Darkforce cubrieran todo Manhattan.

## Redentores del Darkhold
Un grupo dirigido por Victoria Montesi, el último miembro de la familia Montesi, intentó reducir los efectos de las páginas perdidas de Darkhold. El grupo protagonizó la serie Darkhold: Pages from the Book of Sins. Muchas páginas de Darkhold fueron pasadas por un enano demoníaco. Los destinatarios de la página podrían usarlos para otorgar un deseo a costa de su alma; el deseo tiende a ir horriblemente mal.

### Louise Hastings
Un miembro de los Redentores de Darkhold. La profesora Louise Hastings era experta en ocultismo. Pasó su carrera luchando contra fuerzas ocultas o demoníacas, generalmente junto a sus compañeros y los Hijos de la medianoche. Durante la crisis conocida como la "Masacre de medianoche" fue Hastings quien salvó el día al leer de Darkhold, sacrificando su alma a Chthon. Ella fue asesinada meses después durante el "Asedio de la Oscuridad" por Morbius que estaba poseído por la sangre de Lilin. Ella es sobrevivida por su nieto, Jinx.

### Sam Buchanan
Poco se sabe sobre Sam Buchanan. Es un agente de la Interpol asignado a proteger a Victoria Montesi después de que apenas sobrevivió al ataque de un culto que adoraba a Darkhold. Después de que Victoria Montesi desapareciera y el Profesor Hastings fuera asesinado, Sam se alejó de lo oculto. Se supone que regresó a la Interpol.

### Jinx
Jinx es el nieto de Louise Hastings, una experta en ocultismo y una mística de poder limitado. Es probable que sus experiencias en el místico afectaran su linaje, aunque su hija, Caprice, nunca demostró ninguna habilidad mística. Jinx demostró poder acceder a la magia para realizar pequeñas hazañas sin ningún tipo de entrenamiento. La madre de Jinx fue asesinada en una lucha de las páginas del Darkhold, y él vino a vivir con su abuela, Louise. Casi al instante, quedó atrapado en un complot de Darkhold para volver a armar las páginas. Sam Buchanan era un agente de Interpol y fue convencido por su superior, DeGuzman, líder de una secta de Darkholders, de traicionar y traer a los Redentores del Darkhold. Jinx siguió a Buchanan a una base en el suroeste, donde accedió a la energía de una página de Darkhold para dispersar a un grupo de guardias y liberar a Victoria Montesi.
Un aliado de los Redentores del Darkhold, Blade, fue temporalmente corrompido por una página de Darkhold, convirtiéndose en una encarnación de la Demogorge. Modred teletransportó a Jinx de regreso a New Hope para evitar que se lastimara en la batalla contra el desfiladero.
Jinx acompañó a los otros redentores cuando investigaron al teniente Frank Walsh después de usar el hechizo "Troid" de Darkhold. Después de esto, Victoria Montesi accedió a una página de Darkhold para obtener poderes curativos. Esto dio lugar a la invocación de la criatura Monstrosity, que se sintió atraída por seguir a Victoria y masacrar a los que encontraba. Jinx intentó atacar a la Monstruosa, pero fue apuñalado en el cofre. Fue herido de muerte, pero Victoria apareció y usó su magia para sanarlo instantáneamente. Fue en este momento que Jinx comenzó a entrenarse como aprendiz de Modred, para consternación de los otros Redentores. Jinx demostró la capacidad de enfocar la energía mística desde su ojo derecho mientras participaba directamente en la lucha contra Spider-X, otro usuario Darkhold de la página.
El entrenamiento de Modred permitió a Jinx participar en el "Asedio de la Oscuridad", amplificando el poder de Modred para oponerse a las fuerzas del demonio Lilith I. Los conflictos internos y los malentendidos entre los Hijos de la Medianoche hicieron que Jinx se enfrentara brevemente a Modred, pero pronto resolvieron esto. Jinx acompañó a los demás a las selvas de América Central para ubicar al miembro de Blood Truth-Sayer. Tuvieron éxito, aunque Truth-Sayer fue incinerado por el miembro Caído Metarco. Después de esto, para protegerlo contra la batalla final contra Lilith y Zarathos, Jinx fue enviada al Vaticano para permanecer bajo el cuidado de Vittorio Montesi.

## En otros medios

### Televisión
- El Darkhold aparece en el episodio de The Super Hero Squad Show, "La Madre de Doom". Se demostró que se usaba para sostener la parte tambaleante de la silla del Doctor Strange, para gran disgusto de Chthon.
- El Darkhold se menciona en el episodio de Marvel Anime: Blade "El Otro Lado de la Oscuridad". En los poscréditos del episodio, la narración de Blade afirma que ahora está luchando contra los Vampiros que son seguidores de Darkhold como se ve cuando él salva a una mujer de algunos de los Vampiros que adoran el Darkhold.

### Marvel Cinematic Universe
- El Darkhold aparece en los medios establecidos dentro de Marvel Cinematic Universe.
  - El Darkhold aparece en la cuarta temporada de Agents of S.H.I.E.L.D.[10] Tenía alias como el libro de hechizos y el libro de los pecados. El Darkhold es revelado por Coulson a ser buscado por numerosos partidos en los últimos años. Si bien sus páginas aparecen en blanco, las palabras se manifestarán ante los lectores corporales en su idioma nativo. El libro fue encontrado por el trabajador de Momentum Labs, Joseph Bauer y su esposa Lucy Bauer, usándolo en su investigación para crear materia de la nada. Cuando lo tocaron, el texto apareció en inglés para Lucy y en alemán para Joseph. Pero el técnico de laboratorio Eli Morrow, se obsesionó con el poder que el Darkhold ofrecido, convirtiendo a Lucy y sus compañeros de trabajo, Hugo, Frederic y Vincent en seres fantasmales. Más tarde, agredió a Joseph en un intento de obtener la ubicación del Darkhold, poniendo a Joseph en coma. Después de liberar a Hugo, Frederick y Vincent en "Conoce al nuevo jefe", Lucy comienza a buscar el Darkhold para ayudar a restaurar su forma física y reanudar su trabajo.[11] En los episodios "Déjame junto a tu fuego" y "Encerrar", Lucy usa sus habilidades fantasmales para revivir a José de su coma para conocer la ubicación del libro, matándolo involuntariamente como un efecto secundario de su toque. Lucy se ve obligada a liberar a Eli de la Penitenciaría de South Ridge ya que su estado incorpóreo la incapacita para usar el libro. Ella tiene éxito a costa de sus compañeros fantasmas del Darkhold, el texto aparece en español. En el episodio "El buen samaritano", Eli y Lucy crearon una réplica de su laboratorio en la planta de energía abandonada Roxxon anteriormente propiedad de Isodyne. Después de que Melinda May contuviera el Darkhold y Lucy fuera vencida por Robbie Reyes / Ghost Rider, Eli usa la máquina para convertirse en un poderoso ser capaz de crear materia de la nada. En el episodio "Tratos con nuestros diablos", Holden Radcliffe usa a AIDA para leer el Darkhold, donde el texto aparece en formato binario. Usando la información que se le dio, AIDA crea un portal dimensional para liberar a Phil Coulson y Leo Fitz de entre dimensiones. Al final del episodio, AIDA usa su nuevo conocimiento para trabajar en un cerebro artificial. En el episodio "Sopa de patata caliente", los hermanos de Eric Koenig ocultaron el Darkhold en un lugar llamado el Laberinto hasta que Holden Radcliffe lo encontró y lo robó como parte de sus planes para aprender los secretos de la inmortalidad. En el episodio "Boom", el Inspector Superior Anton Ivanov lee el libro, con un texto que se le aparece en ruso, que le dice cómo combatir a los Inhumanos. En el episodio "Autocontrol", AIDA usó el Darkhold para crear un cuerpo de Life Model Decoy en el lisiado Anton Ivanov donde el cerebro en su cabeza cortada controlaba el cuerpo de forma remota. A continuación, procede a crear varios LMD de los agentes de S.H.I.E.L.D., creando una realidad alternativa dentro de una realidad informática llamada Framework, donde asume el alias de Aida, Ophelia / Madame Hydra. En el episodio "Fin del Mundo" después de destruir a AIDA, el Darkhold está asegurado por Robbie Reyes / Ghost Rider, quien lo lleva a un área distante para esconderlo allí para que nunca vuelva a caer en las manos equivocadas.
  - El Darkhold aparece en la tercera temporada de la serie de televisión Runaways.[12] Habiéndolo adquirido a partir del episodio "Merry Meet Again", Morgan le Fay planeó usar su conocimiento para conquistar la Tierra luego de su escape de la Dimensión Oscura y guardó el libro en el Essex Tower Hotel. Para rescatar a Alex Wilder de la Dimensión Oscura, Nico Minoru y sus padres Tina y Robert se infiltran en el hotel en un intento de robar el Darkhold. En "Left-Hand Path", Robert usa sus WizGlasses para grabar páginas seleccionadas para ayudar a Nico a acceder a los hechizos del libro, pero Morgan lo detecta, se teletransporta y lo mata al salir. Sin embargo, en sus momentos finales, Robert le entrega sus lentes a Nico, que luego usa junto con el Bastón de Uno para abrir un portal a la Dimensión Oscura, solo para que el hechizo convoque a Cloak y Dagger en su lugar. En "Devil's Torture Chamber", Nico se explica al dúo, que la ayudan a rescatar a Alex. En "The Broken Circle", los Runaways unieron fuerzas con PRIDE para usar el Darkhold para frustrar los planes de Morgan y enviarla de regreso a la Dimensión Oscura.
  - El Darkhold aparece en la serie de acción en vivo de UCM WandaVision (2021).[13][14] En algún momento, Agatha Harkness tomó posesión de él y lo usó para determinar la verdadera naturaleza de Wanda Maximoff como la Bruja Escarlata. Después de derrotar a Harkness y esconderse, se ve a Maximoff leyendo el libro en reclusión.
  - El Darkhold aparece en la película Doctor Strange en el multiverso de la locura (2022). Tras los sucesos de WandaVision, el libro ha corrompido a Maximoff y haciéndole creer que la única forma de volver a ver a sus hijos Billy y Tommy, era encontrarlos en el Multiverso y tuvo la intención de usar a América Chávez para tomar su poder. Esto la llevó a un conflicto con los Maestros de las Artes Místicas, liderados por el Hechicero Supremo Wong y el Doctor Strange en proteger a Chávez. Inicialmente, el Darkhold fue destruido por Sara Wolfe, quien sacrificó su vida para hacerlo, lo que llevó a Maximoff a obligar a Wong a llevarla al Monte Wundagore, el sitio del Castillo Darkhold donde se transcribió el Darkhold. En Tierra 838, el Strange de su mundo uso el Darkhold durante la Guerra del Infinito contra Thanos con la consecuencia de crear una incursión en otro universo, causando su destrucción. En otro mundo alterno en un Nueva York en ruinas, Strange y Christine Palmer de Tierra-838 fueron a buscar a la otra contraparte de Strange, Siniestro Strange, y tendría un enfrentamiento para usar el poder de un Darkhold alterno para poseer el cuerpo de una contraparte fallecida de él para salvar a Chávez y hacer razonar a Maximoff. Maximoff finalmente se liberó de la influencia del libro y ella usó sus poderes para destruir el Darkhold y cada copia del mismo dentro del Multiverso para evitar que influyera en alguien más. Como consecuencia de deambular con el Darkhold, Strange obtendría un tercer ojo para ayudar a Clea en una misión.
  - El Darkhold aparece en la nueva serie Agatha All Along (2024), donde aparece en la visión de Agatha al entender que ella intercambio a su hijo por el Darkhold.